# National Highway Traffic Safety Administration
National Highway Traffic Safety Administration (NHTSA) er en amerikansk myndighed under det amerikanske Transportministerium.
NHTSA blev oprettet i 1970 og står blandt andet bag New Car Assessment Program (NCAP), der er et trafiksikkerhedsprogram oprettet i 1979 for at tilskynde bilproducenterne til at producere mere sikre biler til gavn for forbrugerne og erhvervslivet.